# Rauia
Rauia là một chi rêu trong họ Rutaceae.